# Greg Howard
Gregory Darryle Howard, detto Greg (Pittsburgh, 8 gennaio 1948), è un ex cestista statunitense, professionista nella NBA e in Italia.

## Carriera
Venne selezionato dai Phoenix Suns al primo giro del Draft NBA 1970 (10ª scelta assoluta).